# Otto Seele

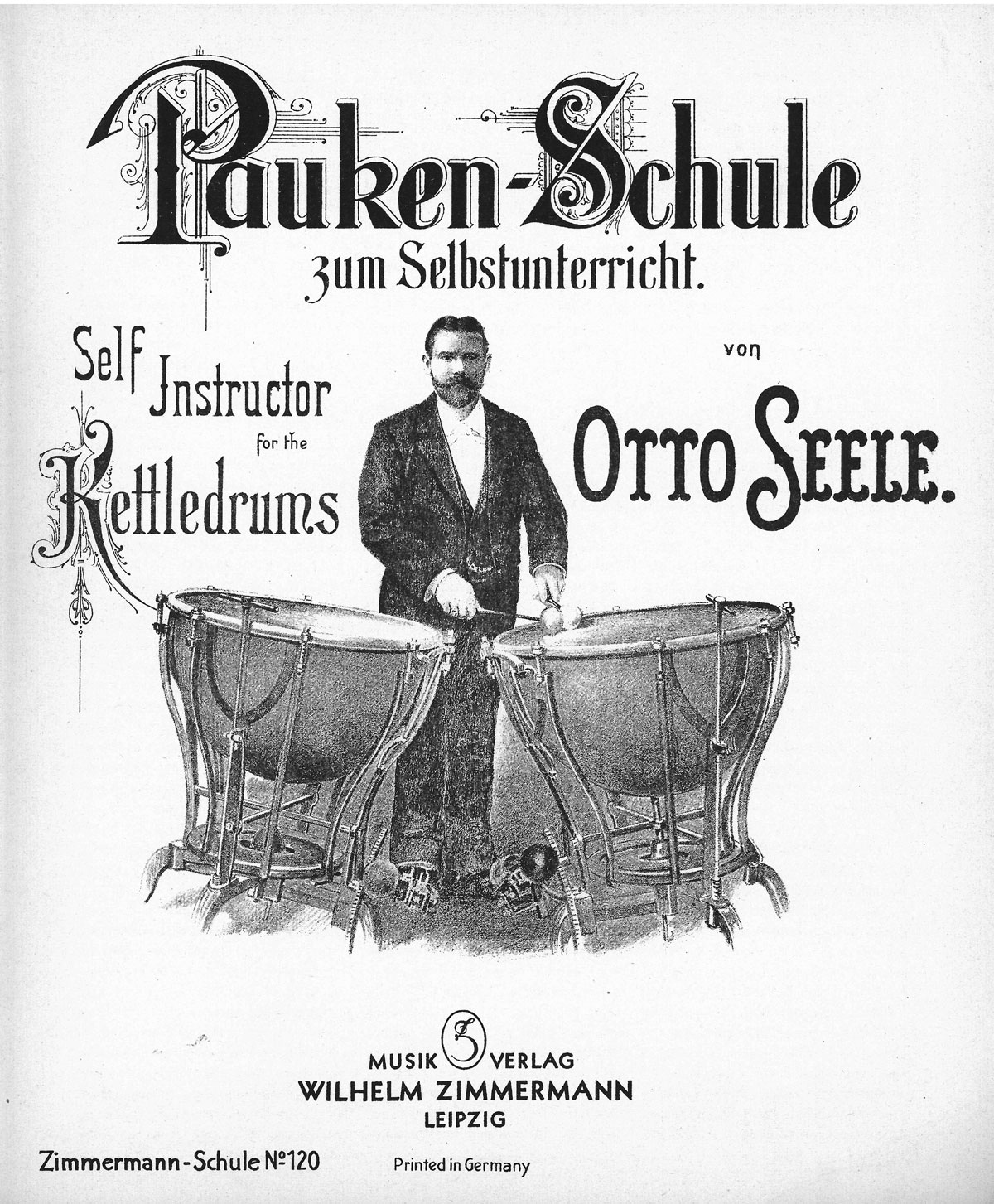
Titelblatt der Paukenschule von Otto Seele. Es ist anzunehmen, dass es sich bei der dargestellten Person um Otto Seele handelt.

Otto Bernhard Seele (* 15. Juni 1856; † 4. Januar 1935 in Leipzig) war Schlagwerker, Komponist und Musikverleger in Leipzig.

## Leben und Werk
Otto Seele arbeitete als Schlagwerker und Paukist in zahlreichen Orchestern, vom 15. August 1891 bis 1918 war er Mitglied des Theater- und Gewandhausorchesters in Leipzig. Er komponierte und verlegte musikalische Werke und verfasste Instrumentalschulen für Pauke, Xylophon und kleine Trommel. In Leipzig betrieb er ein Fachgeschäft für Schlaginstrumente, Orchesterutensilien und Utensilien für Artisten und Musikclowns. Weiterhin betätigte er sich als Musikverleger für Schlagzeug.

## Wirkungsstätten
In seiner Paukenschule von 1895 erwähnt Otto Seele folgende Engagements:
- Cassel, Konzert-Kapelle Schaubs-Garten.[5]
- Halle a/S Städtische-Kapelle, Wilh. Halle.
- Berlin, 2. Opernhaus Woltersdorff-Theater.
- Elberfeld, Konzert-Kapelle, Jul. Langenbach.
- Frankfurt a/M. Victoria Theater, Jantsch.
- Bad-Reichenhall, Kur-Kapelle, G. Paepke.
- München, Symphonie-Kapelle, Leithauser-Milano.
- Nizza (Frankreich) und
- Lugano (Italien) Kapellmeister Müller Berghaus und Hans Sitt. Privat-Kapelle S. Excellenz Baron Paul von Derwies[6]
- Hamburg, Konzert-Kapelle, Alb. Parlow.
- St. Petersburg (Russland), Konzert-Kapelle Zoologischer Garten, H. Rachfall.
- Berlin, Konzert-Kapelle, B. Bilse.[7]
- Bad Kissingen, Kur-Kapelle, Ed. Reimann.[8]
- Würzburg, Stadt-Theater-Kapelle, Ed. Reimann[8]
- Marienbad, Kur-Kapelle, Zimmermann.
- Breslau, Stadt-Theater-Kapelle, G. Brandes (ab 15. September 1888)[1]

## Werke

### Eigene Werke
- Schule für Xylophon, Tubaphon und Vibraphon. Zimmermann, Leipzig 1890; 15. Auflage 1933.[3]
- Der Carneval von Venedig für Xylophon mit Pianoforte. Ausgaben in A und C. Seele, Leipzig 1893.[9]
- Les Fauvettes. Concertino für 2 Xylophons mit Pianoforte. Seele, Leipzig 1893.[9]
- Souvenir de Breslau. Concert-Polka für Xylophon mit Pianoforte. Seele, Leipzig 1893.[9]
- Ein Virtuosen-Stückchen. Polka-Mazurka für Xylophon mit Pianoforte. Seele, Leipzig 1893.[9]
- Album für Xylophon mit Pianoforte. 2 Hefte. Zimmermann, Leipzig 1894.[10]
- Neue vollständige Xylophon-Schule mit deutschem, englischem und russischem Text. Zimmermann, Leipzig 1894.[10]
- Uno Mescuglio. Potpourri für Xylophon mit Orchester / mit Pianoforte. Seele, Leipzig 1894.[10]
- Pauken-Schule zum Selbstunterricht. Text deutsch, englisch und russisch. Zimmermann, Leipzig 1895,[11] auch Breitkopf & Härtel, C. F. Peters.[3]
- Album für Xylophon mit Pianoforte. 2 Hefte. Zimmermann, Leipzig 1898.[12]
- Theoretisch-praktische und leichtfaßliche Schule für kleine Trommel, Verlag O. Dietrich, Leipzig[13]

### Als Verleger
- Gustav Peter: Souvenir de Cirque Renz. Galopp für Xylophon mit Orchester. Leipzig 1894.[10]